# انقسام شرق-غرب

في علم الاجتماع، انقسام الشرق-الغرب هو الاختلاف المُدرك بين العالمين الشرقي والغربي. ثقافية بدلًا من كونها جغرافية في التقسيم، حدود الشرق والغرب ليست مُثبتة، ولكنها تتنوع بحسب المعايير التي يتبناها الأفراد الذين يستعملون المصطلح. تاريخيًا، آسيا (ماعدا سايبيريا) كانت تعتبر الشرق، وأوروبا كانت تعتبر الغرب. يشير مصطلح «الغرب» في يومنا هذا إلى أستراليا، أوروبا والأمريكيتين. يُستخدم في مناقشة دراساتٍ مثل الإدارة، الاقتصاد، العلاقات الدولية، وعلم اللغات، ويُنتقد المفهوم لتغاضيه عن الهُجنة الإقليمية.

## التقسيمات
من الناحية النظرية، الحدود ثقافية، بدلًا من جغرافية، وكنتيجة لذلك تُصنف أستراليا في الغرب عادةً (بالرغم من كونها جغرافيًا في الشرق)، بينما تُصنف البلدان الإسلامية، بغض النظر عن موقعها، في الشرق. مع ذلك، هنالك القليل من المناطق ذوات الأغلبية المسلمة في أوروبا لا ينطبق عليها هذا التقسيم. يمكن أن يكون رسم الخط الثقافي صعبًا في مناطق التنوع الثقافي مثل البوسنة والهرسك، التي قد يُعرف مواطنوها أنفسهم على أنهم شرقيون أو غربيون اعتمادًا على خلفيتهم العرقية والدينية. من ناحية أخرى، سكان أجزاءٍ مختلفة من العالم يُحسون بالحدود بشكل مختلف؛ فعلى سبيل المثال، يُعرف بعض المؤرخين الأوروبيين روسيا على أنها من الشرق، ولكن الأغلبية يتفقون على أنها الجزء الثاني المُكمل للغرب، وتعتبر البلدان الإسلامية روسيا والبلدان المسيحية الأخرى في الغالب غربية. سؤال آخر دون إجابة وهو إذا ما كانت سايبيريا (شمال آسيا) «غربية» أو «شرقية».

## التباين التاريخي بين الغرب والشرق
خلال العصور الوسطى، كانت الحضارات العديدة الموجودة في كلٍ من الشرق والغرب متشابهةً في بعض النواحي، ومختلفةً عن الآخرين بشكل متناقض. كانت الاختلافات في نظام الطبقات الاجتماعية أحد المشاكل الرئيسية التي أثَّرت على العديد من جوانب الحياة عندما تفاعل المجتمعان. أدَّى الفصل بين الإقطاعية والنظام الاجتماعي الشرقي، الطرق المتنافسة للتجارة والزراعة، الاستقرار المتفاوت للحكومات إلى فجوة متسعة أكثر من أي وقت مضى بين طريقتي الحياة هاتين. الحضارات الشرقية والغربية ليست مختلفة فقط بسبب موقعها، ولكن أيضًا بسبب نظام الطبقة الاجتماعية لديهم، طُرق جنيهم للمال، وأساليب القيادة.
اختلفت الحياة اليومية للناس العاديين في الشرق والغرب بشكل كبير على أساس الطريقة التي كان يُدار بها مجتمعهم، وعلى ماذا كان ينصب تركيزه. أحد أكبر الاختلافات بين الحضارات الغربية والشرقية كانت الإقطاعية والمانورالية. شَّكل كل منهما التدرج الاجتماعي وحياة الشخص العادي في الشرق بصورة عامة. أُنشأ النظام المانورالي ليكون فيه رب عمل يملك مساحة كبيرة من الأرض. كان لديه أقنان وفلاحين يعملون لديه، الفلاحين في مقابل الأرض التي لديهم، للعمل، ولدفع إيجار المحصول إلى رب العمل. كان هذا المجتمع الإقطاعي كل رجل لنفسه ولم يُساعد في توسع الحضارة.
كانت الأنظمة الاجتماعية للغرب والشرق محتفلة. نشأت منغوليا من قبائل بدوية وحَّدها جنكيز خان. غزا أغلب الأراضي المحيطة وكوَّن إمبراطورية كبيرة. سيخيرون المدافعين بين الانضمام إليهم أو الموت. أُظهرت هذه العقلية المتوحشة عندما عزو الأغلبية الساحقة من آسيا وقسم من أوروبا والشرق الأوسط. الشيء الوحيد الذي يميز سلالة تانغ الصينية هو الحراك الاجتماعي المتزايد. كان لديهم سلسلة من الاختبارات التي يمكن إجراءها لتحسين الوضع الاجتماعي. بدلًا من كون المناصب العليا للأرستقراطيين حصرًا، كان الوصول إليها من قبل الفقراء أسهل. في الغرب، كان من الأصعب التنقل للأعلى والأسفل في الطبقات الاجتماعية، ولكن في الحضارات الشرقية، كانت التنقلية ممكنة. في الصين، كان من الممكن الانتقال للأعلى والأسفل بين الحالات الاجتماعية من خلال اختبارات، وكان من الممكن في منغوليا الحصول على رتبة عسكرية من خلال المهارة العسكرية بسبب أن المجتمع كان مبنيًا على أساس البراعة العسكرية.
اختلفت حضارات الشرق والغرب سياسيًا بسبب أن عامة الناس الشرقين لم يكونوا مقتنعين بقياداتهم. بينما كان للغرب عدة حُكام في فترة قصيرة من الزمن، لم يكن هنالك اضطراب مع الناس. كان هنالك تمردات في الحضارات الشرقية وفجوات طويلة بين الحكام مما تسبب بالاضطراب. كان هنالك حرب كبيرة على العرش في إنجلترا لفترة حوالي قرن من الزمن. خلال حرب كبيرة في القرنين الرابع عشر والخامس عشر، واجهت إنجلترا العديد من الصراعات التي أدَّت إلى الكثير من إراقة الدماء. كانت فرنسا أيضًا تعاني من مشاكل في حكومتها. كانت إنجلترا. وطوال كل هذا، استطاعت إنجلترا محاربة الفرنسيين والفوز تقريبًا بحرب المائة سنة. لم تكن الحكومة مستقرة دائمًا في الحضارات الشرقية. ففي الصين، وقع أحد أكثر الأحداث دموية في التاريخ البشري خلال فترة حكم سلالة تانغ. كان تمرد آن لوشان دمويًا جدًا وأظهرت عدم الاستقرار في الحكومة الصينية.
اقتصاديًا، كانت الحضارات الشرقية والغربية مختلفة بشكل جذري بسبب طريقة كسبهم للمال. في الصين، كانت التجارة أحد أهم العوامل الاقتصادية. كانوا مرتبطين بأوروبا بطريق الحرير، والذي كان سلسلة من الطرق التجارية من شرق آسيا إلى أوروبا. لم يكن طريق الحرير يستعمل لنقل البضائع فقط، فقد كان أيضًا مكانًا لتبادل طرق التفكير والأديان. استخدم الإنجليز نوعًا خاصًا من الإقطاعية اسمه الإقطاعية الزائفة. كان هذا النوع من الإقطاع الذي برز في حرب الوردتين مختلفًا عن الإقطاع الاعتيادي بسبب تقديمه للمال في التسلسل الهرمي الاجتماعي. أصبح باستطاعة النبلاء الآن الدفع لفرسانهم لقاء خدماتهم بواسطة النقود بدلًا من إعطائهم الأرض. عزز هذا من النظام الإقطاعي لأنه إذا كان هناك حاكم ضعيف، فسوف تدعم الحكومة القوية للنبلاء الجدد الشعب. أنشأ النبلاء البريطانيون الوثيقة العظمى للتقليل من سلطة الملك. غير تحول نظام الطبقات للنقود هذا كيف كانت تُحكَم وجعلها مختلفة للغاية عن الحضارات الشرقية.

## المفاهيم التاريخية
استُخدم المفهوم في كل من البلدان «الشرقية» و«الغربية». كتب عالم الحضارة الصينية الياباني تاتشيبانا شيراكي في عشرينيات القرن التاسع عشر عن الحاجة إلى توحيد آسيا-شرق آسيا، جنوب آسيا وجنوب شرق آسيا ولكن استثناء آسيا الوسطى والشرق الأوسط – وتشكيل «شرق جديد» قد يجتمع ثقافياً في التوازن مع الغرب. استمرت اليابان بإنشاء المفهوم المسمى بالوحدة الآسيوية، من خلال الحرب العالمية الثانية بواسطة الدعاية. في الصين، غُلِّفت خلال الحرب الباردة خلال خطاب عام 1957 لماو تسي تونغ، الذي أطلق الشعار الذي قال، «هذه حرب بين عالمين. لا تستطيع الرياح الغربية التغلب على الرياح الشرقية؛ لا بُدَّ أن تتغلب الرياح الشرقية على الرياح الغربية».
بالنسبة للكتاب الغربيين، أصبحت في أربعينيات القرن العشرين مرتبطةً بفكرة «الوطنية المُحبطة» العنيفة، والتي كان ترى على أنها «معادية للغرب أو غير غربية في جوهرها»؛ كتب عالم الاجتماع فرانك فوريدي، «تكيف التقييم الفكري الموجود حاليًا للوطنية الأوروبية مع نمو تنوع العالم الثالث عن طريق تطوير ثنائي العالم الغربي الناضج ضد الوطنية الشرقية غير الناضجة.... أصبح انقسام الغرب-الشرق هذا جزءًا مقبولًا من النظرية السياسية الغربية.»
كان كتاب الاستشراق لعام 1978 لإدوارد سعيد مؤثرًا للغاية في للتأسيس من ناحية أخرى لمبادئ الانقسام الشرقي-الغربي في العالم الغربي، جالبًا فكرة إلى محاضرات الكليات وهي أن «تتصف بالحساسيات الدينية، الأنظمة الاجتماعية العائلية، والتقاليد الدائمة» على عكس «العقلانية، الديناميكية التقنية، والفردية.» الغربية.